# Patinage de vitesse aux Jeux olympiques de 1924 - 5 000 mètres hommes
Navigation
Saint-Moritz 1928
Le 5 000m masculin des Jeux olympiques d'hiver de 1924 a eu lieu le 26 janvier 1924 au Stade olympique de Chamonix. C'est la première édition de cette épreuve.

## Médaillés
| Or                  | Argent                | Bronze             |
| Clas Thunberg (FIN) | Julius Skutnabb (FIN) | Roald Larsen (NOR) |

## Résultats
| Rang                                | Athlète               | Nationalité     | Résultat      |
| ----------------------------------- | --------------------- | --------------- | ------------- |
| Médaille d'or, Jeux olympiques      | Clas Thunberg         | Finlande        | 8 min 39 s 0  |
| Médaille d'argent, Jeux olympiques  | Julius Skutnabb       | Finlande        | 8 min 48 s 4  |
| Médaille de bronze, Jeux olympiques | Roald Larsen          | Norvège         | 8 min 50 s 2  |
| 4                                   | Sigurd Moen           | Norvège         | 8 min 51 s 0  |
| 5                                   | Harald Strøm          | Norvège         | 8 min 54 s 6  |
| 6                                   | Valentine Bialas      | États-Unis      | 8 min 55 s 0  |
| 7                                   | Frithjof Paulsen      | Norvège         | 8 min 59 s 0  |
| 8                                   | Richard Donovan       | États-Unis      | 9 min 5 s 6   |
| 9                                   | Léonhard Quaglia      | France          | 9 min 8 s 6   |
| 10                                  | Asser Wallenius       | Finlande        | 9 min 12 s    |
| 11                                  | Alberts Rumba         | Lettonie        | 9 min 14 s 4  |
| 12                                  | Eric Blomgren         | Suède           | 9 min 14 s 6  |
| 13                                  | Charley Jewtraw       | États-Unis      | 9 min 27 s 0  |
| 14                                  | Bill Steinmetz        | États-Unis      | 9 min 35 s 0  |
| 15                                  | Axel Blomqvist        | Suède           | 9 min 48 s 8  |
| 16                                  | Leon Jucewicz         | Pologne         | 10 min 5 s 6  |
| 17                                  | Gaston Van Hazebroeck | Belgique        | 10 min 13 s 8 |
| 18                                  | André Gegout          | France          | 10 min 15 s 2 |
| 19                                  | Georges de Wilde      | France          | 10 min 39 s 8 |
| 20                                  | Albert Tebbit         | Grande-Bretagne | 11 min 1 s 0  |
| 21                                  | Marcel Moens          | Belgique        | 11 min 30 s 4 |
| -                                   | Charlie Gorman        | Canada          | DNF           |